# Clelia Vannucchi Pedani
Clelia Vannucchi Pedani nata Vannucchi (Firenze, 16 luglio 1900 – Firenze, 26 ottobre 1985) è stata una pittrice e scultrice italiana.
Precocissima, nel 1912 inizia la scuola di pittura sotto la guida del maestro Eugenio Chiostri e di scultura con il professor Graziosi. L'anno successivo espone per la prima volta un suo disegno, un autoritratto, alla Mostra Internazionale delle Belle Arti a Firenze. 
Nel 1916 si fidanza con Paolo Pedani, suo coetaneo e vicino di casa, che sposerà nel 1923.
Nel 1918 Clelia Vannucchi espone un quadro ad olio all'Esposizione Internazionale delle Belle Arti, Primaverile Fiorentina in Piazza San Marco a Firenze.
L'anno successivo espose ancora a Firenze, in Via Porta Rossa, dei grandi quadri che incontrarono un buon gradimento e vennero definiti di stile "secessionista", definizione di cui l'autrice scrisse di non aver mai compreso la motivazione.
Dopo il matrimonio, si stabilì con il marito a Pisa dove nel 1925 nacque la sua primogenita, Paola.
Qualche anno dopo ricevette un invito a esporre da parte della Biennale di Venezia, prima donna in Italia, ma rifiutò a causa del lutto per la morte della suocera a cui era molto legata.
Nel 1929 ricevette l'invito per l'Esposizione Internazionale Fiorentina a cui partecipò con una raccolta di disegni. La mostra venne inaugurata dalla Principessa e dal Principe di Piemonte.
Nel 1935 espose un quadro molto grande al Premio Cremona a Cremona e l'avvenimento venne ricordato anche alla radio. Espose in seguito un quadro dal titolo Incontro di pugilato alla Mostra Sportiva di Roma ai mercati Traianei.